# Verband Deutscher Brieftaubenzüchter

Logo des VDBZ

Der Verband Deutscher Brieftaubenzüchter e. V. (VDBZ) ist die Dachorganisation des Brieftaubensports in Deutschland. Er wurde 1884 gegründet und hat seinen Sitz in Essen.

## Verein
Zum Verein gehörten im Jahr 2023 ca. 28.000 Brieftaubenzüchter an. Diese haben sich ihrerseits zu Reisevereinigungen zusammengeschlossen, die Wettflüge mit Brieftauben organisieren und durchführen. Dazu benötigen sie insbesondere einen Kabinenexpress zum Transport der Tauben. Mehrere Reisevereinigungen bilden einen Regionalverband.

Organisation des Brieftaubensports in Deutschland

Der Verein unterhält in Essen eine eigene Spezialklinik für Brieftauben (Taubenklinik) und gibt eine wöchentlich erscheinende Fachzeitschrift für Brieftaubenkunde (Die Brieftaube) heraus. Die jährlich im Januar in Dortmund stattfindende Deutsche Brieftauben-Ausstellung (2010 fand die Messe für 2011 jedoch im Dezember statt, so dass es die Messe zweimal innerhalb eines Jahres gab) ist nach eigenen Angaben weltweit die bedeutendste Veranstaltung im Brieftaubensport. Seit 1969 unterstützte der Verein die Aktion Mensch (ursprünglich: Aktion Sorgenkind) mit 9 Millionen Euro.

### Mitgliederzahlen
| Jahr | Mitglieder |
| ---- | ---------- |
| 1884 | 70.000     |
| 1901 | 68.000     |
| 1932 | 52.000     |
| 1950 | 45.000     |
| 1989 | 55.000     |
| 2015 | 40.000     |
| 2020 | 30.000     |
| 2023 | 28.000     |

## Geschichte
Der erste Verein von Brieftaubenzüchtern in Deutschland wurde 1834 in Aachen gegründet. Mit dem Fortschritt der Industrialisierung, insbesondere des Eisenbahnwesens (eine Basis für große Wettflüge), verbreitete sich auch der Brieftaubensport in ganz Deutschland. Um 1860 gab es mit der Columba die erste Fachzeitschrift für Brieftaubenkunde. Nach dem Deutsch-Französischen Krieg 1870/71 wuchs die Zahl der Vereine weiter, unter anderem aufgrund der Förderung durch das preußische Kriegsministerium, das die Brieftauben in die militärische Nachrichtenübermittlung einbinden wollte.
Ende 1883 gab es in Deutschland über 70 Brieftaubenvereine, dazu zwei Reisevereinigungen: die RV des rheinisch-westfälischen Industriegebietes, Sitz Bochum, gegründet 1881, und die RV Solingen, gegründet 1882. Am 13. Januar 1884 fand in Köln die Gründungsversammlung statt, es kam zur Gründung des „Verbandes Deutscher Brieftaubenliebhaber-Vereine“. Erster Präsident wurde Karl Georg Edmund Baron von Alten-Linsingen. Die erste Wanderversammlung fand am 24. Oktober 1884 in Essen statt, ihr war eine Ausstellung angegliedert. 1886 gab der Verband die Zeitschrift für Brieftaubenkunde heraus. Die Zahl der Vereine wuchs weiter auf 190 im Jahr 1890 und 688 im Jahr 1900. Das Brieftaubenschutzgesetz von 1894 brachte allen Vereinen ab 1901 militärische Flugaufgaben. Dafür erhielt der Verband alljährlich Zuschüsse vom Preußischen Kriegsministerium und später auch vom Kaiserlichen Reichsmarineamt. Ab 1895 wurden Verbandsausstellungen durchgeführt und die schönsten Tauben wurden prämiert.
Nach dem Ersten Weltkrieg wuchs der Verband stetig weiter und zählte 1932 rund 7800 Vereine mit 52.000 Mitgliedern. Nach Beginn der Zeit des Nationalsozialismus 1933 wurde der Verband in die Fachschaft IV des Reichsverbandes für Geflügelzucht eingegliedert und gleichgeschaltet. Nach dem Zweiten Weltkrieg fanden erste Wettflüge bereits im Oktober 1945 durch Brieftaubenfreunde in Essen-Katernberg statt. Der Verband wurde erneuert und unter dem Namen „Verband zur Förderung der Reisetaubenzucht, Sitz Essen“ beim Essener Amtsgericht eingetragen. 1948 wurde die erste Ausstellung nach dem Krieg veranstaltet. Im Westen des geteilten Deutschlands zählte der Verband 1950 in 96 Kreisverbänden über 45.000 Mitglieder. 1955 änderte sich der Verbandsname zu „Verband Deutscher Reisetaubenliebhaber e. V., Sitz Essen“.
Nach der Wiedervereinigung gehörten dem gesamtdeutschen Verband 10.000 Mitglieder aus der ehemaligen DDR an. Im Jahr 2003 wurden nahmen die neu gegründeten Regionalverbände als Mittler zwischen den einzelnen Reisevereinigungen und dem Gesamtverband ihre Arbeit auf. Die Mitgliederzahl verringerte sich mit der Zeit und wurde 2015 mit 40.000 angegeben, im Jahr 2020 mit 30.000. Im Jahr 2023, wurden nur noch 28.000 Mitglieder gezählt.

## Präsidenten
| Nr. | Bild | Ort            | Name (Lebensdaten)                                       | Alter | Amtsantritt | Ende der Amtszeit | Amtszeit  |
| --- | ---- | -------------- | -------------------------------------------------------- | ----- | ----------- | ----------------- | --------- |
| 1   |      | Hannover       | Karl Gustaf Edmund Baron von Alten-Linsingen (1843–1916) | 73    | 1884        | 1916              | 32 Jahre  |
| 2   |      | Essen          | Conrad Troullier (1898–1945)                             | 47    | 1918        | 1933              | 15 Jahre  |
| 3   |      | Berlin         | Alexander Hammesfahr (1880–1941)                         | 61    | 1934        | 1935              | 1 Jahr    |
| 4   |      | Hünfeld        | Josef Kircher (1889–1965)                                | 76    | 1936        | 1936              | 11 Monate |
| 5   |      | Berlin         | Konrad Most (1906–1977)                                  | 71    | 1937        | 1938              | 1 Jahr    |
| 6   |      | Würzburg       | Christian Seel (1859–1941)                               | 82    | 1938        | 1939              | 1 Jahr    |
| 7   |      | Köln           | Franz Bonfigt (1912–1982)                                | 70    | 1939        | 1945              | 6 Jahre   |
| 8   |      | Lüttringhausen | Hermann Braun (1903–1965)                                | 62    | 1946        | 1948              | 2 Jahre   |
| 9   |      | Krefeld        | Josef Grüttner (1916–1952)                               | 36    | 1949        | 1952              | 3 Jahre   |
| 10  |      | Frankfurt/Main | Erich Heinemann (1929–2002)                              | 73    | 1953        | 1966              | 13 Jahre  |
| 11  |      | Bochum         | Josef Kohaus (1924–1997)                                 | 73    | 1966        | 1993              | 27 Jahre  |
| 12  |      | Bielefeld      | Horst Althoff (1933–2020)                                | 87    | 1993        | 2003              | 10 Jahre  |
| 13  |      | Swisttal       | Horst Menzel (1944)                                      | 79+   | 2003        | 2012              | 9 Jahre   |
| 14  |      | Lehrte         | Hans-Hermann Wöbse (1951–2012)                           | 61    | 2012        | 2012              | 9 Monate  |
| 15  |      | Landstuhl      | Richard Groß (1962–2021)                                 | 59    | 2013        | 2021              | 8 Jahre   |
| 16  |      | Broderstorf    | Ulrich Peck (1948)                                       | 75+   | 2021        | 2023              | 2 Jahre   |
| 17  |      | Oelde          | Martin Stiens (1966)                                     | 57+   | 2023        |                   | 1 Monat   |